# Hymenoplia atlantea
Hymenoplia atlantea är en skalbaggsart som beskrevs av Baraud 1985. Hymenoplia atlantea ingår i släktet Hymenoplia och familjen Melolonthidae. Inga underarter finns listade i Catalogue of Life.